# Брукберг (Средња Франконија)
Брукберг (њем. Bruckberg) општина је у њемачкој савезној држави Баварска. Једно је од 58 општинских средишта округа Ансбах. Према процјени из 2010. у општини је живјело 1.337 становника. Посједује регионалну шифру (AGS) 9571122.

## Географски и демографски подаци
Брукберг се налази у савезној држави Баварска у округу Ансбах. Општина се налази на надморској висини од 347 метара. Површина општине износи 7,6 km². У самом мјесту је, према процјени из 2010. године, живјело 1.337 становника. Просјечна густина становништва износи 175 становника/km².